# Château de Combettes (Estables)
Pour les articles homonymes, voir Château de Combettes et Combette.
Le château de Combettes est un château situé à Estables sur la commune de Monts-de-Randon, dans le département de la Lozère, en France.

## Historique
L'édifice est inscrit partiellement au titre des monuments historiques par arrêté du 25 juin 2002.